# Chiesa di Santa Maria Maddalena (Saturnia)
La chiesa di Santa Maria Maddalena è la chiesa principale di Saturnia, frazione del comune di Manciano in provincia di Grosseto.
La più antica citazione della chiesa risale al 1188, ma l'attuale veste dell'edificio è dovuta al radicale restauro del 1933. La chiesa custodisce la preziosa tavola con la Madonna col Bambino fra San Sebastiano e Santa Maria Maddalena, attribuita a Benvenuto di Giovanni, della fine del sec. XV, inserita in una residenza processionale ottocentesca realizzata da una bottega senese.
Da segnalare due croci lignee astili della fine del secolo XVIII e una coppia di angeli reggicandelabro seicenteschi in legno intagliato e dipinto. Di notevole qualità è il tabernacolo ligneo a forma di chiesa con le immagini di Santa Chiara e Sant'Elisabetta d'Ungheria. Il raffinato ciborio mostra caratteristiche peculiari delle botteghe senesi seicentesche.

## Altre immagini

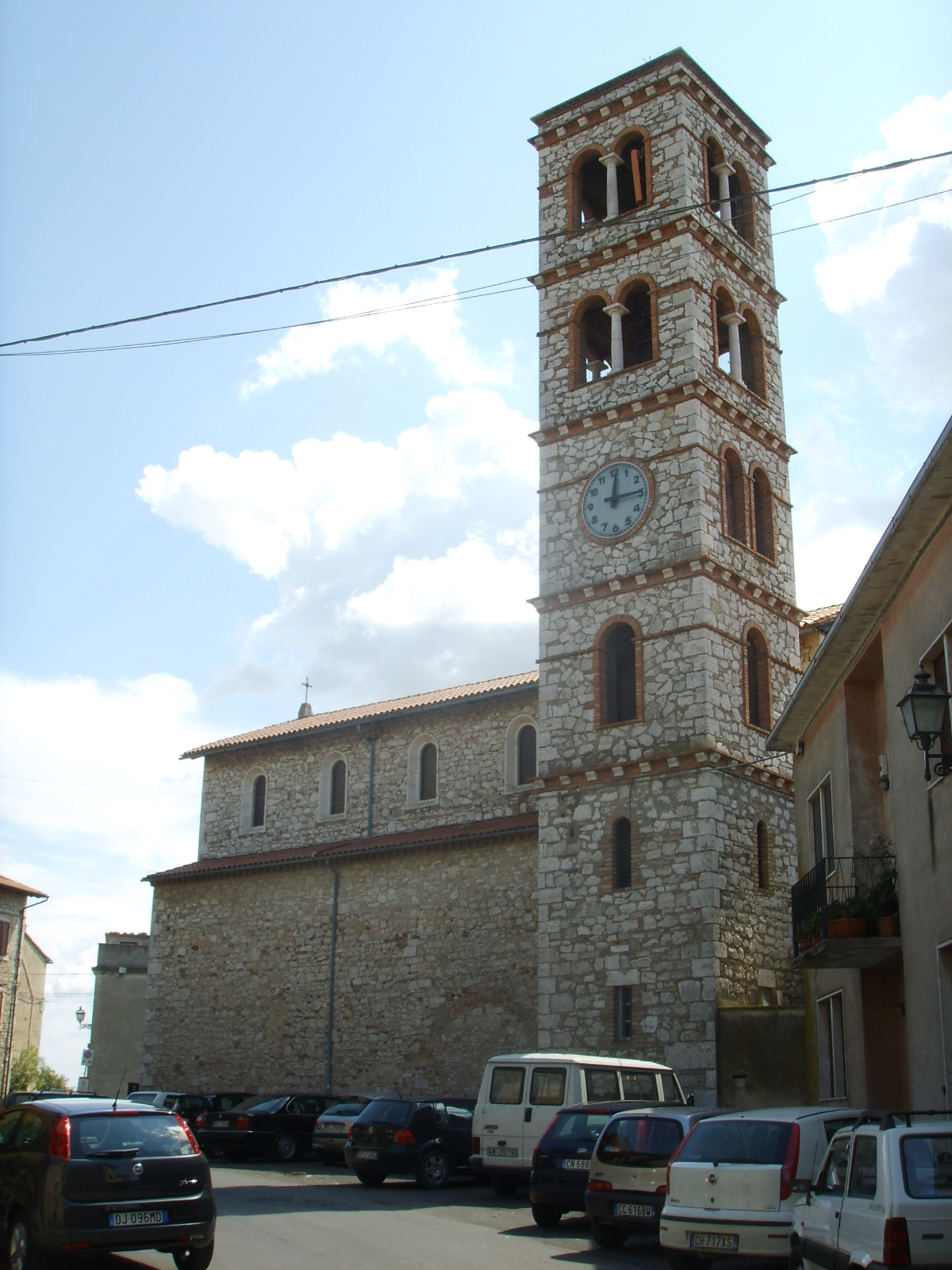
Il campanile
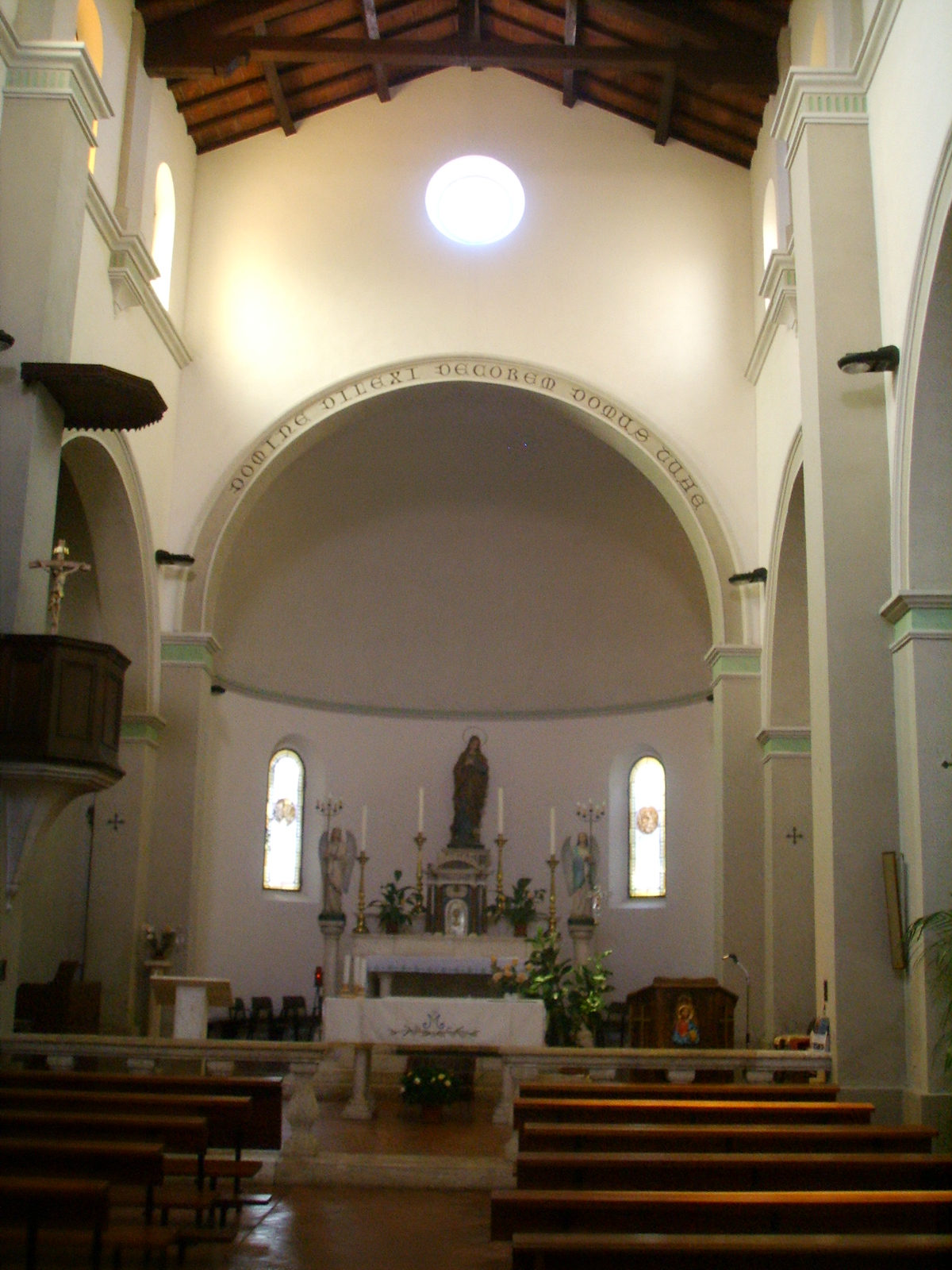
Interno
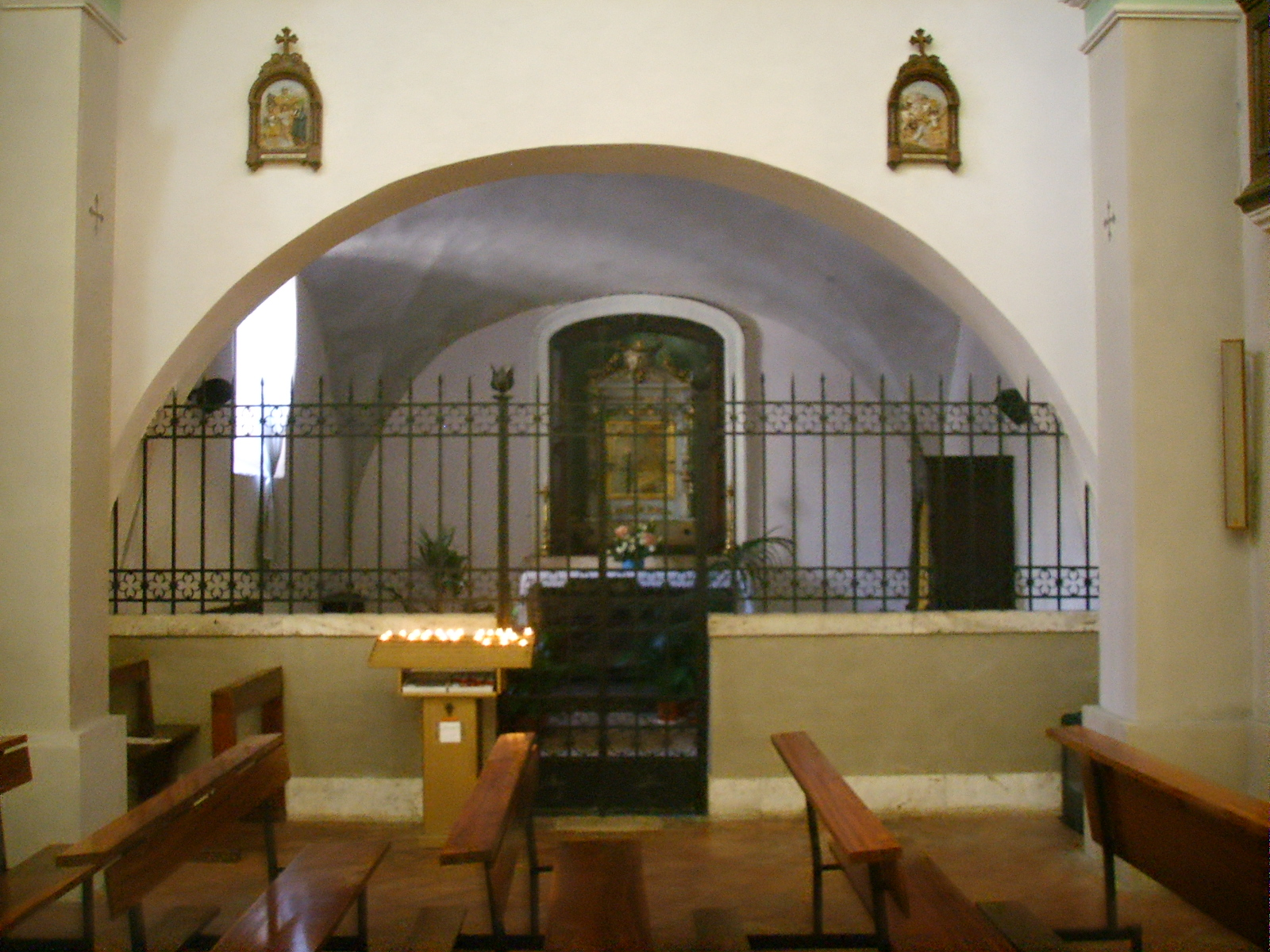
La cappella della Vergine
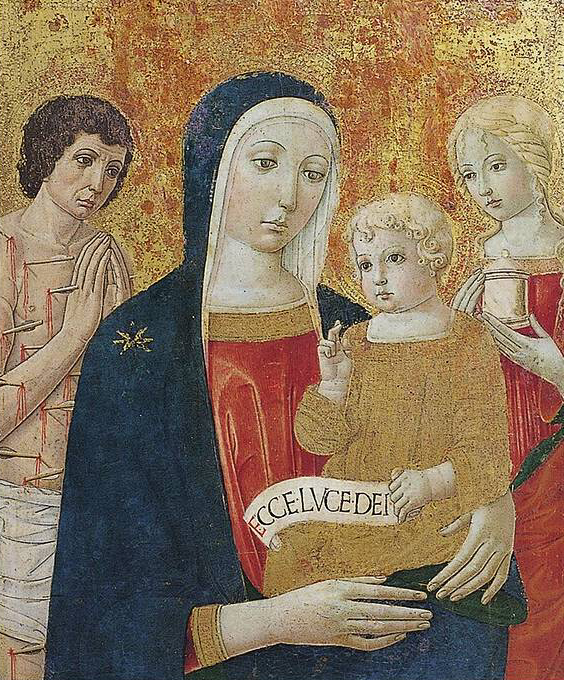
La Madonna col Bambino e santi attribuita a Benvenuto di Giovanni